# Silvieberg 3

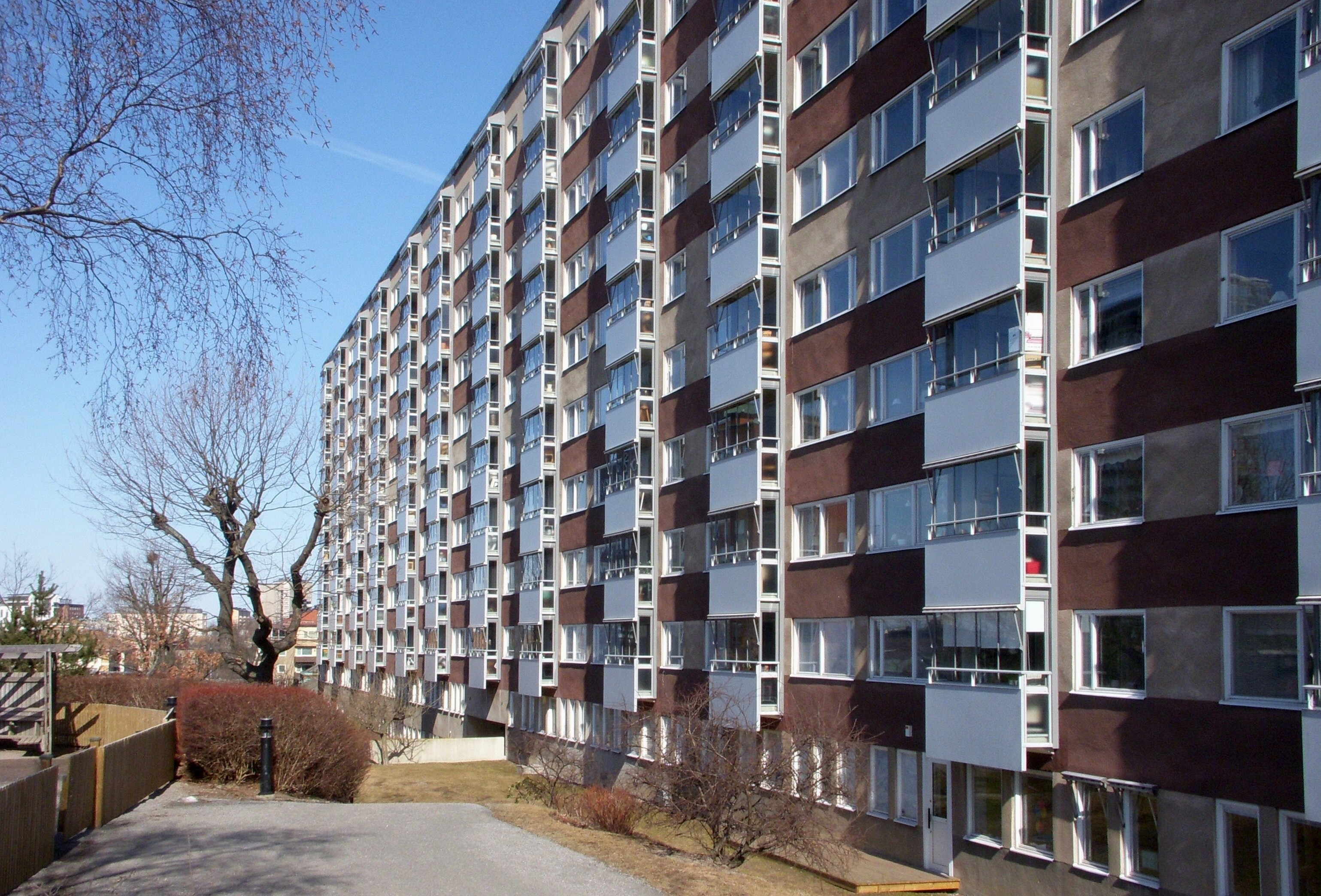
Silvieberg 3, fasad mot väst, mars 2011.

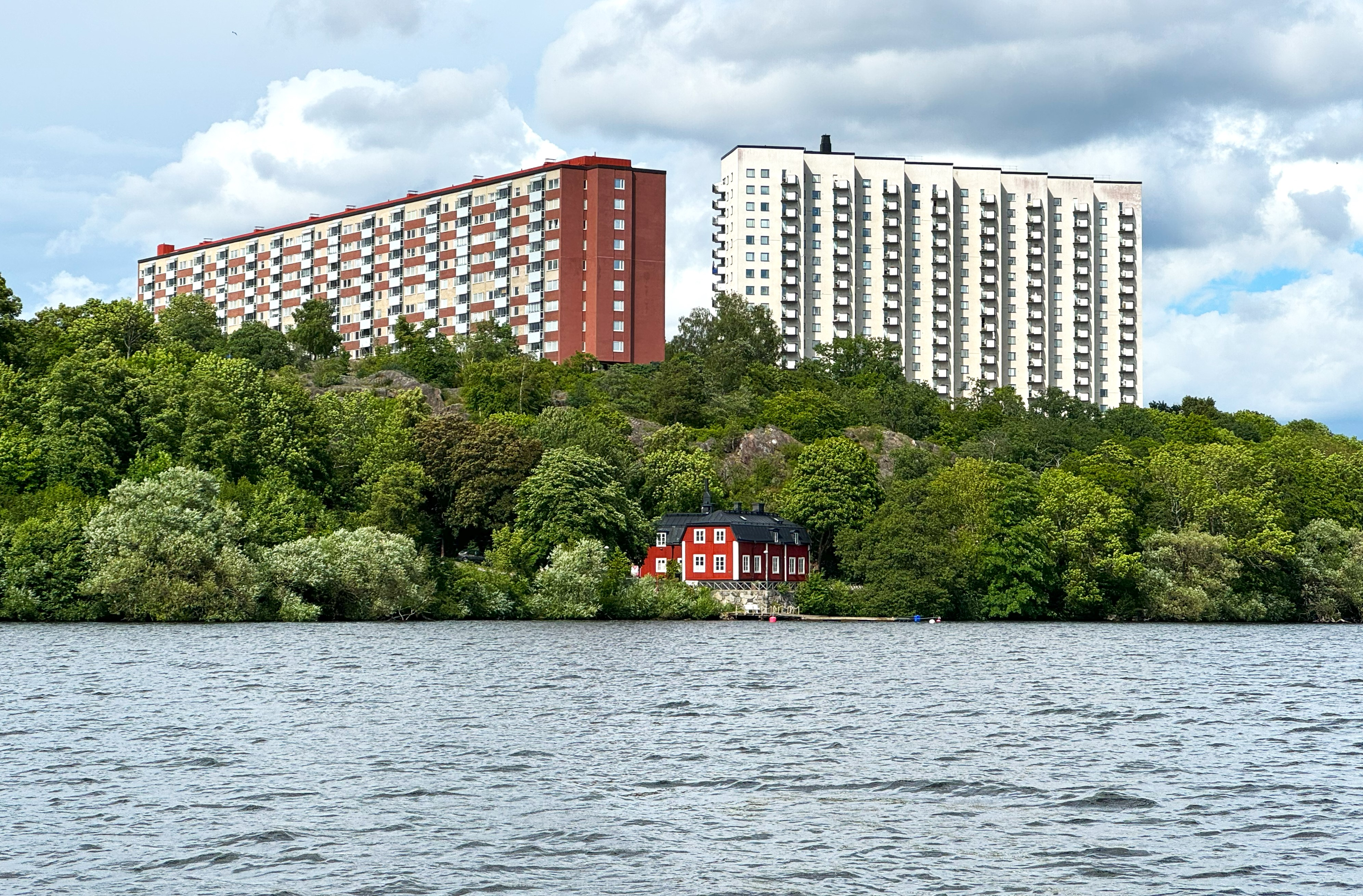
"Bacon-Hill", Erlanderhuset och nere vid Mälarens strand Triewalds malmgård.

Silvieberg 3 är en fastighet i kvarteret Silvieberg vid Fyrverkarbacken 28-42 i Marieberg, Stockholm. Namnet Silvieberg härrör från berget med samma namn beläget öster om Marieberg.  Bostadshuset på Silvieberg 3 uppfördes 1963. Tillsammans med det intilliggande Erlanderhuset från 1963 samt DN-skrapan från 1964 och SvD-huset från 1962 bildar huset en bebyggelsegrupp som är synlig över stora delar av Stockholm och har blivit en del av dess stadslandskap. På grund av sitt utseende kallas huset på höjden "Bacon-Hill" eller i folkmun även Baconhuset.

## Beskrivning

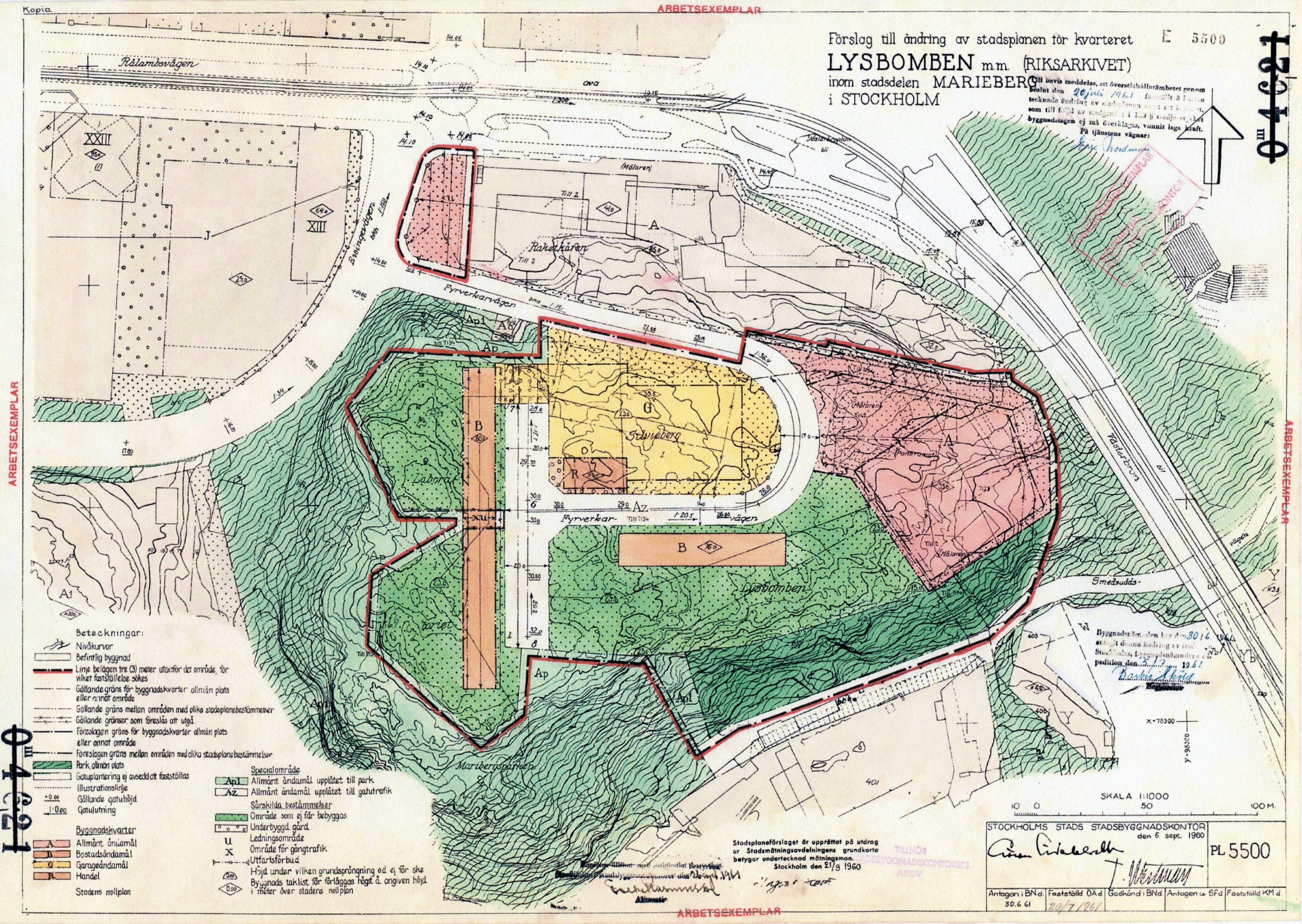
Stadsplanen för Silvieberg m.fl. 1960.

Byggnaden ligger på en hög höjd ovanför Riksarkivet bredvid Västerbron. Stadsplanen för området upprättades i september 1960 och vann laga kraft den 20 juli 1961, den är undertecknad av Göran Sidenbladh. Planen redovisar en byggnadskropp i ost-västriktning med en högsta höjd av 76 meter över stadens nollplan (det senare Erlanderhuset) och väster därom en tvärställd lägre huskropp med tillåten byggnadshöjd av 60 meter (det senare Bacon-Hill / Sidfläsket).
Huset har tio våningar  med totalt 198 lägenheter och uppfördes 1963 av Befa efter ritningar av arkitekttrion Stig Ancker, Bengt Gate och Sten Lindegren. De gestaltade byggnadens långfasader med fönsterband och omväxlande band av rödbrun respektive ljusputsade partier. Utseendet, som med lite fantasi påminner om en baconskiva gav huset sitt smeknamn. 
Om den så kallade baconskivan berättade Martin Stugart i Dagens Nyheter den 24 januari 2005: "Snett framför Erlanderhuset […] ligger Bacon-Hill. Det är inte husets officiella namn, bara en skapelse av den illvilliga folkmunnen. Ganska snarlikt en baconskiva på högkant är faktiskt huset. Åtminstone vid solnedgången, när fasaden glimmar rosaröd, nystekt och kanske rentav knaprig." Sedan 1994 ägs fastigheten av en bostadsrättsförening.

## Bilder

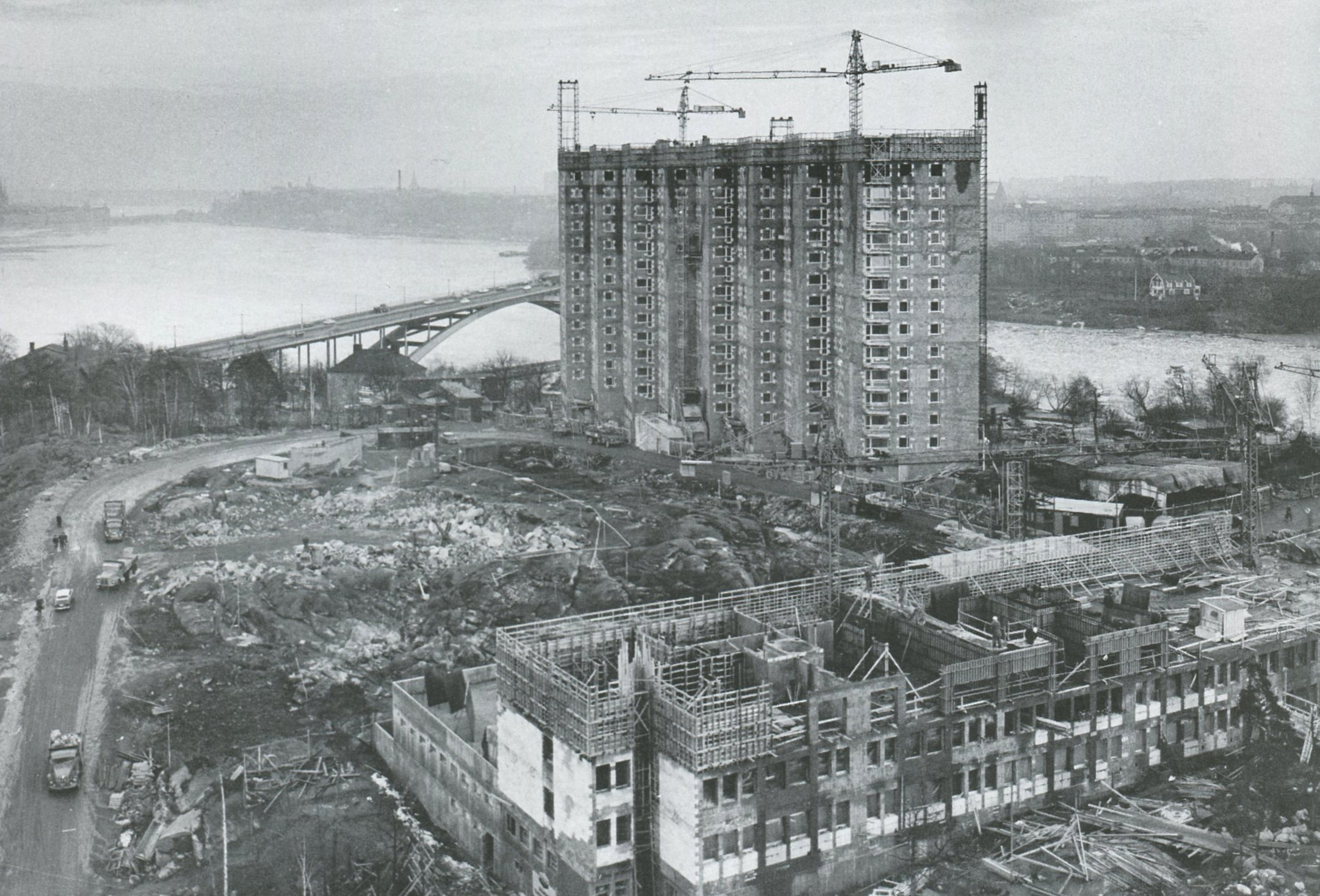
Under uppförande 1962. Bakom syns Erlanderhuset och Västerbron.
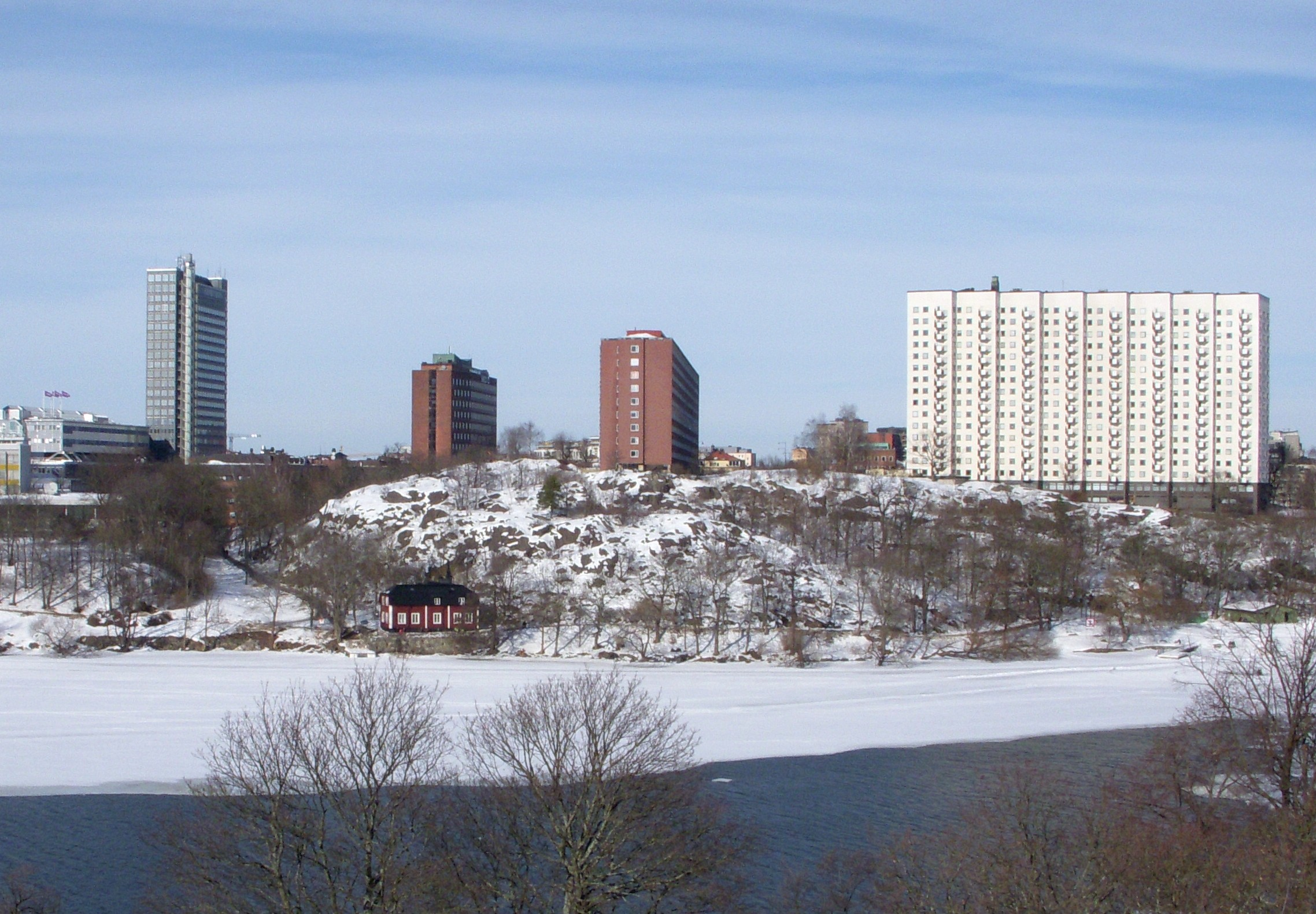
Från vänster: DN-skrapan, SvD-huset, Baconhuset[4] och Erlanderhuset.
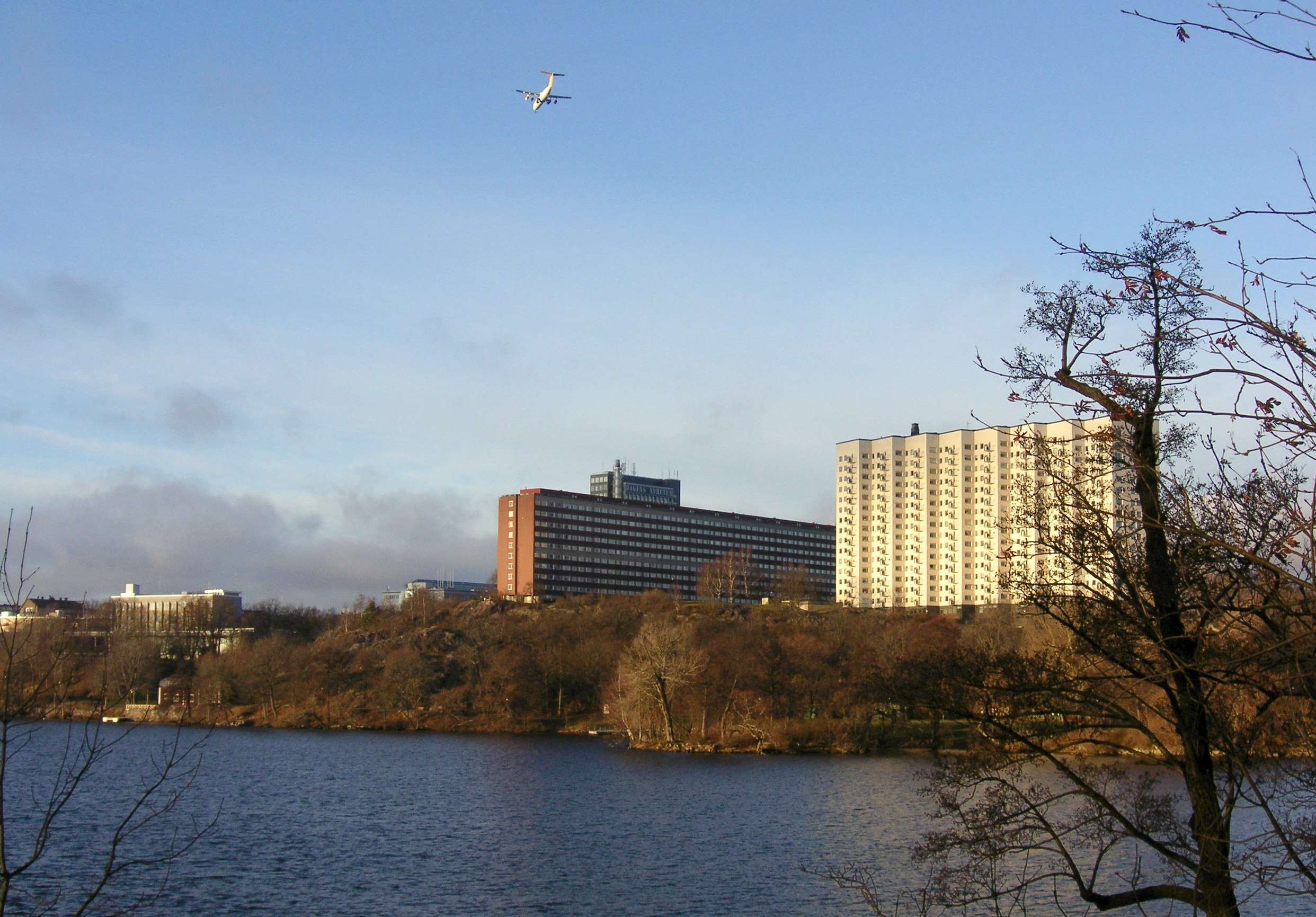
Baconhuset och Erlanderhuset vy från Långholmen.
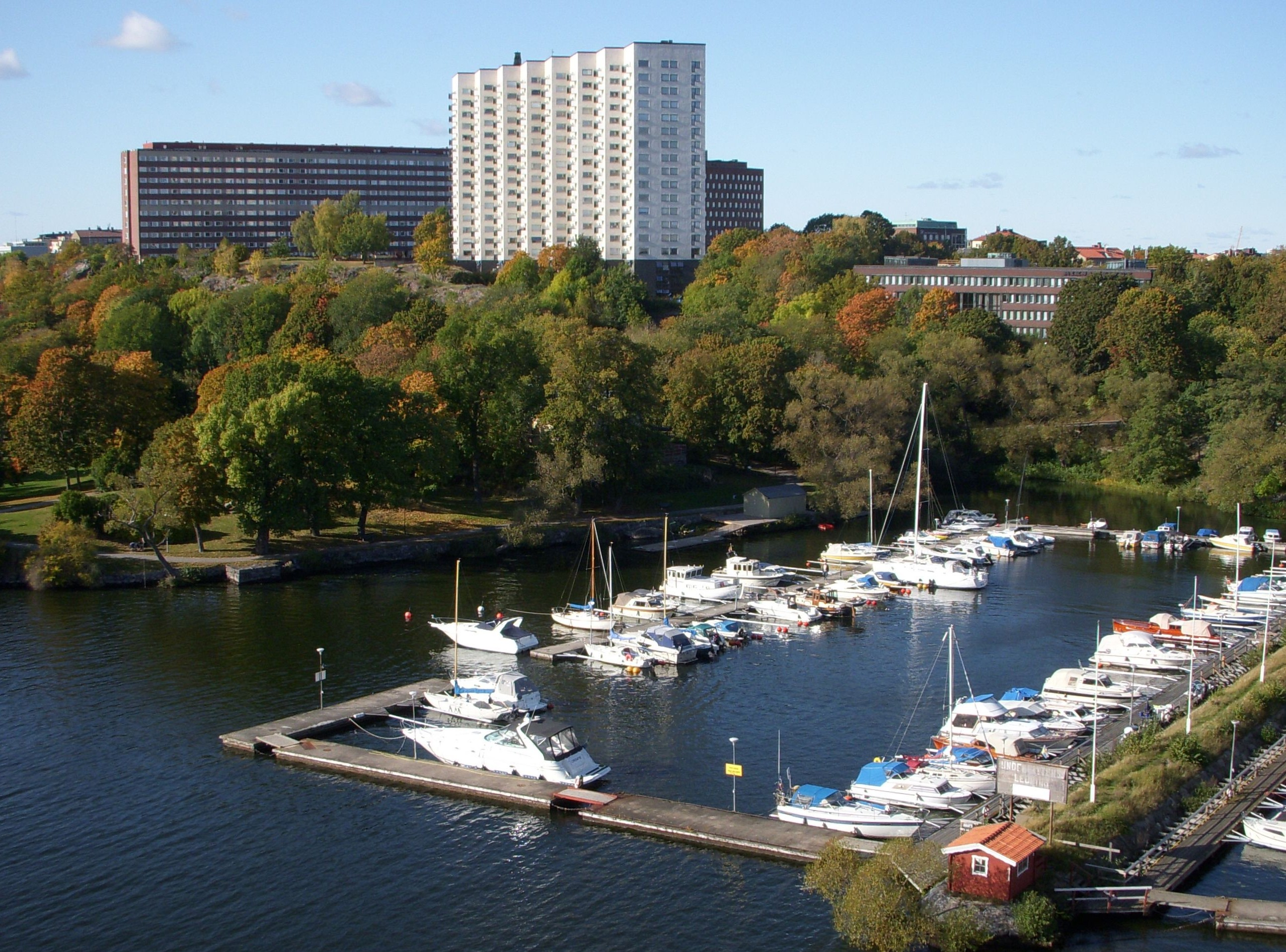
Erlanderhuset framför Baconhuset[4], vy från Västerbron 2009